# Тонковидово (Смоленская область)
Тонковидово — деревня в Монастырщинском районе Смоленской области России. Входит в состав Соболевского сельского поселения. По состоянию на 2007 год постоянного населения не имеет. 
Расположена в западной части области в 18 км к северо-востоку от Монастырщины, в 21 км западнее автодороги А141 Орёл — Витебск. В 28 км восточнее деревни расположена железнодорожная станция Пересна на линии Смоленск — Рославль. 

## История
В годы Великой Отечественной войны деревня была оккупирована гитлеровскими войсками в июле 1941 года, освобождена в сентябре 1943 года.